# Leslie Law
Leslie Francis Law (Hereford, 5 de mayo de 1965) es un jinete británico que compitió en la modalidad de concurso completo.
Participó en dos Juegos Olímpicos de Verano, obteniendo en total tres medallas: plata en Sídney 2000, por equipos (junto con Ian Stark, Jeanette Brakewell y Philippa Funnell), y dos en Atenas 2004, oro en la prueba individual y plata por equipos (con Jeanette Brakewell, Mary King, Philippa Funnell y William Fox-Pitt).
Ganó una medalla de bronce en el Campeonato Mundial de Concurso Completo de 2002, y tres medallas de oro en el Campeonato Europeo de Concurso Completo entre los años 2001 y 2005.

## Palmarés internacional
| Juegos Olímpicos   | Juegos Olímpicos              | Juegos Olímpicos  | Juegos Olímpicos |
| Año                | Lugar                         | Medalla           | Categoría        |
| ------------------ | ----------------------------- | ----------------- | ---------------- |
| 2000               | Sídney (Australia)            | Medalla de plata  | Por equipos      |
| 2004               | Atenas (Grecia)               | Medalla de oro    | Individual       |
| 2004               | Atenas (Grecia)               | Medalla de plata  | Por equipos      |
| Campeonato Mundial |                               |                   |                  |
| Año                | Lugar                         | Medalla           | Categoría        |
| 2002               | Jerez de la Frontera (España) | Medalla de bronce | Por equipos      |
| Campeonato Europeo |                               |                   |                  |
| Año                | Lugar                         | Medalla           | Categoría        |
| 2001               | Pau (Francia)                 | Medalla de oro    | Por equipos      |
| 2003               | Punchestown (Irlanda)         | Medalla de oro    | Por equipos      |
| 2005               | Blenheim (Reino Unido)        | Medalla de oro    | Por equipos      |